# Motoșeni
Motoșeni là một xã thuộc hạt Bacău, România. Dân số thời điểm năm 2002 là 4058 người.